# غار لوردس در جنگل وین

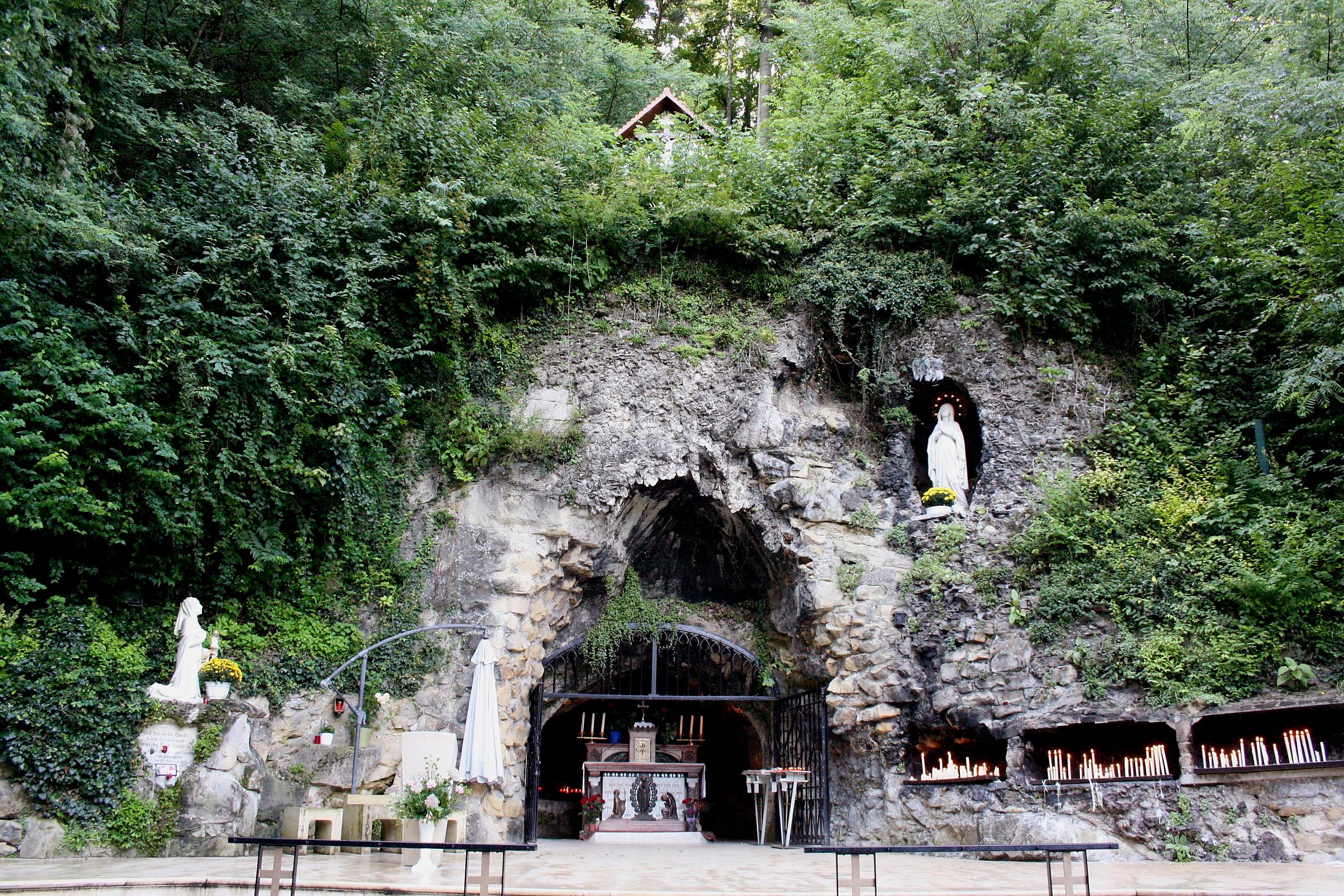

غار لوردس در جنگل وین (به آلمانی: Lourdesgrotte im Wienerwald) زیارتگاهی مرتبط با کلیسای کاتولیک در ۱۶ کیلومتری شمال وین و در نزدیکی روستای ماریا گوگینگ Mariagugging است که سالیانه حدود ۸۰٬۰۰۰ زائر از این مکان مذهبی دیدن می‌کنند. این مکان در بین سال‌های ۱۹۲۳–۱۹۲۵ بنا شده است